# Groveland (Massachusetts)
La ville de Groveland est située dans le comté d'Essex au Massachusetts. La ville est divisée en 2 arrondissements : Groveland et South Groveland. Lors du recensement de 2022, sa population s'élevait à 6 721 habitants.

## Géographie
La ville de Groveland a une superficie de 24,4 km2, qui est divisée en 23,2 km2 de terre et 1,2 km2 d'eau (4,99%). Elle est située sur la rivière Merrimack.

## Histoire
Groveland était à l'origine la partie orientale de la paroisse de Bradford , qui appartenait à la ville de Rowley. Avant que Bradford ne soit séparé de Rowley et renommé Bradford en 1672 , l'endroit s'appelait Rowley sur le Merrimack , ou simplement Merrimack (sur la rivière Merrimack ). Bradford a été incorporé à Haverhill en 1897 . Groveland a été constituée en ville indépendante du Massachusetts le 9 septembre 1850 , c'est pourquoi les résidents célèbrent ce jour comme le « Groveland Day  ».